# Râul Valea Groșilor, Molivișu
Râul Valea Groșilor este un curs de apă, afluent al râului Molivișu.